# Buenavista (Kasztília és León)
Buenavista egy község Spanyolországban, Salamanca tartományban. Buenavista Monterrubio de la Sierra, Morille, Mozárbez, Martinamor, Encinas de Arriba, Sieteiglesias de Tormes és Beleña községekkel határos. Lakosainak száma 365 fő (2024).

## Népesség
A település népessége az elmúlt években az alábbi módon változott:
| Lakosok száma | 111  | 149  | 174  | 192  | 249  | 250  | 326  | 360  | 356  | 365  |
|               | 2001 | 2004 | 2007 | 2009 | 2012 | 2014 | 2017 | 2019 | 2022 | 2024 |